# Thanh Quế
Phan Thanh Quế (sinh ngày 26 tháng 2 năm 1945) là một nhà thơ, nhà văn đương đại, Đảng viên Đảng Cộng sản Việt Nam, nguyên Ủy viên Ban chấp hành Hội Nhà văn Việt Nam và Phó chủ tịch Hội Văn học Nghệ thuật Đà Nẵng. Ông là tác giả của 13 tập thơ và trường ca, 24 tập tiểu thuyết, truyện dài, truyện vừa, truyện ngắn và 4 tập chân dung văn nghệ trong đó có tiểu thuyết Cát cháy và tập thơ Những tháng năm vay mượn đã đạt được các giải thưởng văn học. Năm 2012, ông đã được nhà nước Việt Nam trao tặng Giải thưởng Nhà nước về Văn học Nghệ thuật.

## Tiểu sử
Nhà thơ Thanh Quế tên khai sinh là Phan Thanh Quế, sinh ngày 26 tháng 2 năm 1945 tại làng Phú Thạnh, xã An Chấn, huyện Tuy An, tỉnh Phú Yên. Ông sinh ra trong một gia đình có truyền thống cách mạng nhưng không ai theo nghiệp văn chương.
Năm 1954, ông theo gia đình tập kết ra Bắc, rồi học tại Trường học sinh miền Nam. Năm 1963, ông đậu vào khoa Sử trường Đại học Tổng hợp Hà Nội. Đến năm 1967, ông tốt nghiệp và trở thành cán bộ nghiên cứu của Ban nghiên cứu Lịch sử Đảng Trung ương. Hai năm sau, ông vào chiến trường khu 5 và được phân về công tác ở báo Cờ Giải phóng khu V, sau đó thì chuyển làm phóng viên chiến trường cho Tạp chí Văn nghệ Giải phóng Trung Trung Bộ. Cũng từ đây, cuộc đời và tác phẩm của ông gắn liền với Quảng Nam - Đà Nẵng.
Năm 1975, sau khi hòa bình lập lại, ông tham gia Trại sáng tác Văn học Quân khu 5 (còn gọi là "Trại viết khu 5"). Trong ba năm từ 1980 đến 1983, ông về sáng tác cho Tạp chí Văn nghệ Quân đội. Sau năm 1983, ông chuyển ngành về Hội Văn nghệ Quảng Nam-Đà Nẵng đảm nhiệm Phó Chủ tịch Hội Văn hóa Nghệ thuật tỉnh Quảng Nam - Đà Nẵng kiêm Tổng biên tập tạp chí Đất Quảng. Năm 1997, ông trở thành Phó Chủ tịch Liên hiệp các Hội Văn hóa Nghệ thuật thành phố Đà Nẵng, Chủ tịch đầu tiên của Hội Nhà văn Đà Nẵng kiêm Tổng biên tập tạp chí Non Nước cho đến khi về hưu. Ông còn từng là đại diện Báo Văn nghệ (Hội Nhà văn) tại miền Trung, Ủy viên Ban Chấp hành Hội Nhà văn Việt Nam (khóa VI).

## Sự nghiệp văn thơ
Ngay từ khi còn là học sinh tại trường học sinh miền Nam, Thanh Quế đã bắt đầu làm thơ. Bài thơ đầu tay "Em nhớ quê em" của ông năm 15 tuổi đã được Nhà xuất bản Phổ thông phát hành trong tập Gửi về quê mẹ. Đến năm 1962, hai bài thơ Đêm trời trong và Gửi ngoại yêu của ông lần lượt được đăng lên báo Văn học của Hội Nhà văn Việt Nam. Trong khoảng thời gian ông theo học trường Đại học tổng hợp Hà Nội, các bài thơ của ông đã được đăng lên nhiều báo lớn như Văn nghệ, Lao động và Tiền phong. Năm 1965, bài thơ Bà nội miền Nam của Thanh Quế được in vào tập thơ Sức mới của Nhà xuất bản Văn học.
Cuối năm 1970, ông đi công tác về Sơn Tịnh, Quảng Ngãi. Trong khoảng thời gian này, ông đã cùng sinh hoạt với bộ đội, du kích, cán bộ địa phương, cho ra đời loạt thơ cách mạng như "Mẹ tôi đang gieo thóc", "Đằng trước có Mỹ lết", "Chúng ta cày"... Sang năm 1971, do yêu cầu của cuộc sống chiến đấu, ông chuyển sang viết văn xuôi. Tác phẩm bút ký đầu tiên của ông là "Những em bé chăn bò Nhạn Phú". Từ sau Hiệp định Paris 1973, ông tiếp tục ông tiếp tục viết một loạt truyện ngắn như Mùa mưa, Những người du kích Gò Nổi và một số bài thơ như Thăm chồng, Trước nhà em sông Vu Gia. Sau khi hòa bình lập lại, ông cho ra đời tập thơ Tên em, Khuôn mặt em (Nhà xuất bản Văn nghệ Giải phóng, in chung). Giữa năm 1977, ông được kết nạp vào Hội Nhà văn Việt Nam. Sau khi vào hội, ông tiếp tục viết hàng loạt các tác phẩm, trong đó có tiểu thuyết Cát cháy đã đạt được giải thưởng của Hội Nhà văn và Trung ương Đoàn Thanh niên Cộng sản Hồ Chí Minh.
Càng lớn tuổi, số lượng tác phẩm Thanh Quế viết ra càng nhiều, đặc biệt là các tác phẩm về các đồng đội cũ đã hy sinh trong chiến tranh. Các hồi ký của ông không chỉ có giá trị về văn học mà còn có giá trị về khảo cứu khi viết tường tận về những người đồng đội trong một thời kỳ lịch sử. Theo nhiều lời nhận xét, ông không chỉ là người dẫn đầu trong công tác văn chương ở Quảng Nam - Đà Nẵng mà còn là người nâng đỡ cho nhiều thế hệ nhà văn, nhà thơ như Nguyễn Kim Huy, Hồ Trung Tú, Bùi Tự Lực, Nguyễn Tam Mỹ. Sau khi áp dụng Chương trình giáo dục phổ thông 2018, sách giáo khoa phổ thông chia làm 3 bộ bao gồm Cánh diều, Kết nối tri thức với cuộc sống, và Chân trời sáng tạo. Bài thơ Hái tiếng chim của nhà thơ Thanh Quế được chọn đưa vào tập 1 sách Tiếng Việt lớp 3 của bộ Cánh diều với tên mới là Tiếng chim.

## Tác phẩm

### Văn thơ
| - Bà mẹ vui tính (2002). - Bếp lửa làng Tà Băng, (1998). - Cát cháy (1983). - Chuyện từ một truyền thuyết (1978). - Cuộc phiêu lưu của con chó nhỏ (truyện thiếu nhi, 1993). - Dì Út (2003). - Dì Út và người khách ấy (1988). - Hai người bạn (1998). - Hai người đàn ông và một người đàn bà (2016). - Kẻ đào ngũ (2011). - Mai (1988). - Người khách lạ (1990). - Những câu chuyện rút từ túi áo (truyện thiếu nhi, 1994). - Những đám mây kể chuyện (1987). - Ở giữa thời gian (2007). - Rừng trụi (1987). - Sao anh lại cảm ơn tôi (2002). - Thị trấn em kết nghĩa (2005). - Thung lũng Đắk Hoa (2 tác giả, 1980). - Trong lòng hồ (1984). | - Giãi bày (1988). - Hái tiếng chim (thơ thiếu nhi, 1991). - Khi ta giở sách ra (thơ thiếu nhi, 1988). - Mé biển đời tôi (2000). - Một gạch và chuyển động, 2006. - Người lính đi đầu (trường ca, 2003). - Những tháng năm (2006). - Những tháng năm vay mượn (1993). - Nơi phòng đợi, 2016. - Tên em, khuôn mặt em (2 tác giả, 1975). - Tình yêu nhận từ đất (3 tác giả, 1977). - Trong mỗi ngày đời tôi (1986). - 11 truyện ngắn, 1994. Về Nam (hồi ký, chân dung văn nghệ, 1996). - Gương mặt và cảm nhận (chân dung văn học, 2013). - Những gương mặt thân yêu (chân dung văn học, 1996). - Những kỷ niệm, những gương mặt (2001). - Từ những trang đời (2001). |

### Sách
- Thanh Quế; Hoàng Minh Nhân; Nguyễn Bảo (1978). Miền đất ấy: tập truyện ngắn. Hà Nội: Nhà xuất bản Tác phẩm mới. OCLC 5946179.
- ————— (1994). Truyện ngắn Thanh Quế. Nhà xuất bản Đà Nẵng. OCLC 34564661.
- ————— (2005). Rừng trụi: tập truyện vừa. Nhà xuất bản Thanh niên. OCLC 191829575.
- ————— (2014). Một Gạch Và Chuyển Động; Cát Cháy: Thơ; Tiểu Thuyết. Nhà xuất bản Hội Nhà văn. OCLC 951357481.
- ————— (2016). Cát cháy. Nhà xuất bản Kim Đồng. ISBN 9786042069496. OCLC 1203973812.

## Giải thưởng
- Giải thưởng Nhà nước về Văn học Nghệ thuật.[20]

| Năm  | Giải thưởng                                                                    | Tác phẩm                 | Kết quả   | Nguồn                |
| ---- | ------------------------------------------------------------------------------ | ------------------------ | --------- | -------------------- |
| 1972 | Giải thưởng của Hội Nhà văn và Trung ương Đoàn Thanh niên Cộng sản Hồ Chí Minh | Cát cháy                 | Giải Nhì  | [ 21 ]               |
| 1994 | Giải thưởng của Uỷ ban toàn quốc Liên hiệp các Hội Văn học nghệ thuật Việt Nam | Những tháng năm vay mượn | Giải B    | [ 22 ]               |
| 1995 | Giải thưởng Văn học 10 năm của tỉnh Quảng Nam – Đà Nẵng (1985– 1995)           | Rừng trụi                | Giải A    | [ 23 ] [ 24 ] [ 25 ] |
| 2000 | Giải thưởng của Bộ Quốc phòng                                                  | Bếp lửa làng Tà Băng     | Đoạt giải | [ 23 ] [ 24 ] [ 25 ] |
| 2005 | Giải thưởng Văn học (1997–2005) của Ủy ban Nhân dân thành phố Đà Nẵng          | Người lính đi đầu        | Giải Nhì  | [ 23 ] [ 24 ] [ 25 ] |
| 2010 | Giải thưởng Văn học (2005–2010) của Ủy ban Nhân dân thành phố Đà Nẵng          | Một gạch và chuyển động  | Giải B    | [ 23 ] [ 24 ] [ 25 ] |

## Gia đình
Thanh Quế có một người vợ là em gái của nhà văn, nhà thơ Hoàng Minh Nhân. Hai người có một con trai và một con gái. Con trai ông là họa sĩ Phan Tuy An (tên khai sinh là Phan Hoàng, sinh năm 1987), người từng được xưng là "Thần đồng thơ" ở Đà Nẵng khi có hàng loạt các bài thơ được đăng lên các báo địa phương và trung ương khi chỉ mới 9 tuổi. Ngay khi còn là học sinh, Phan Tuy An đã có hai tập thơ được xuất bản là "Chú mèo ham ăn" (Nhà xuất bản Đà Nẵng, 1998) và "Trái đất và mặt trăng" (Nhà xuất bản Phụ nữ, 2003). Năm 2003, tại cuộc vận động sáng tác văn học cho thiếu nhi năm 2001-2003, Phan Tuy An được nhà xuất bản Kim Đồng trao giải cho tập thơ "Búp và hoa". Tuy nhiên, sau này anh đã lựa chọn theo con đường hội họa và tốt nghiệp trường Đại học Nghệ thuật ở Huế. Hiện nay, anh là một họa sĩ với nhiều tác phẩm ấn tượng. Ngoài ra, Phan Tuy An còn hỗ trợ vẽ bìa cho nhiều tác phẩm xuất bản của cha mình.